# VPS72
VPS72 (англ. Vacuolar protein sorting 72 homolog) – білок, який кодується однойменним геном, розташованим у людей на короткому плечі 1-ї хромосоми.  Довжина поліпептидного ланцюга білка становить 364 амінокислот, а молекулярна маса — 40 594.
| 10         |  | 20         |  | 30         |  | 40         |  | 50         |
| ---------- |  | ---------- |  | ---------- |  | ---------- |  | ---------- |
| MSLAGGRAPR |  | KTAGNRLSGL |  | LEAEEEDEFY |  | QTTYGGFTEE |  | SGDDEYQGDQ |
| SDTEDEVDSD |  | FDIDEGDEPS |  | SDGEAEEPRR |  | KRRVVTKAYK |  | EPLKSLRPRK |
| VNTPAGSSQK |  | AREEKALLPL |  | ELQDDGSDSR |  | KSMRQSTAEH |  | TRQTFLRVQE |
| RQGQSRRRKG |  | PHCERPLTQE |  | ELLREAKITE |  | ELNLRSLETY |  | ERLEADKKKQ |
| VHKKRKCPGP |  | IITYHSVTVP |  | LVGEPGPKEE |  | NVDIEGLDPA |  | PSVSALTPHA |
| GTGPVNPPAR |  | CSRTFITFSD |  | DATFEEWFPQ |  | GRPPKVPVRE |  | VCPVTHRPAL |
| YRDPVTDIPY |  | ATARAFKIIR |  | EAYKKYITAH |  | GLPPTASALG |  | PGPPPPEPLP |
| GSGPRALRQK |  | IVIK       |  |            |  |            |  |            |

A: Аланін

C: Цистеїн

D: Аспарагінова кислота

E: Глутамінова кислота

F: Фенілаланін

G: Гліцин

H: Гістидин

I: Ізолейцин

K: Лізин

L: Лейцин

M: Метіонін

N: Аспарагін

P: Пролін

Q: Глутамін

R: Аргінін

S: Серин

T: Треонін

V: Валін

W: Триптофан

Кодований геном білок за функціями належить до регуляторів хроматину, фосфопротеїнів. 
Задіяний у таких біологічних процесах як транскрипція, регуляція транскрипції, поліморфізм. 
Білок має сайт для зв'язування з ДНК. 
Локалізований у ядрі.